# Persone di nome Pier
| Questa pagina contiene informazioni ricavate automaticamente dalle voci biografiche con l'ausilio del template Bio e di un bot. L'aggiornamento è periodico e automatico e ricostruisce completamente la pagina. Se manca una persona in questa lista, sei pregato di non aggiungerla, ma accertati piuttosto che la sua voce biografica contenga il template Bio e che i dati anagrafici siano correttamente compilati. Se il template Bio manca, inseriscilo tu stesso o, in alternativa, metti l'avviso {{tmp\|Bio}} che ne segnala la mancanza. Se i dati riportati sono sbagliati, correggi direttamente la voce biografica; le modifiche saranno visibili in questa lista entro pochi giorni. Per chiarimenti vedi il progetto antroponimi. La lista contiene solo le 296 persone che sono citate nell'enciclopedia e per le quali è stato implementato correttamente il template Bio. Pagina aggiornata al 16 ott 2024. |

Questa è una lista di persone presenti nell'enciclopedia che hanno il prenome Pier, suddivise per attività principale.

## Allenatori di calcio(4)
- Pier Luigi Alvigini, allenatore di calcio e calciatore italiano (Savignone, n. 1918 - † 2015)
- Pier Luigi Cherubino, allenatore di calcio e ex calciatore italiano (Roma, n. 1971)
- Pier Luigi Meciani, allenatore di calcio, dirigente sportivo e calciatore italiano (Pisa, n. 1941 - † 2013)
- Pier Giuseppe Mosti, allenatore di calcio e ex calciatore italiano (Massa, n. 1955)

## Allenatori di pallavolo(1)
- Piero Molducci, allenatore di pallavolo italiano (Cervia, n. 1955 - Cervia, † 2021)

## Antiquari(1)
- Pier Francesco Foggini, antiquario, storico e archeologo italiano (Firenze, n. 1713 - Roma, † 1783)

## Antropologi(2)
- Pier Francesco Liguori, antropologo, saggista e scrittore italiano (Maglie, n. 1959)
- Pier Giorgio Solinas, antropologo italiano (San Gavino Monreale, n. 1945)

## Arbitri di calcio(2)
- Pier Luigi Lamorgese, ex arbitro di calcio italiano (Potenza, n. 1948)
- Pier Paolo Rossi, ex arbitro di calcio italiano (Roma, n. 1962)

## Archeologi(1)
- Pier Vittorio Aldini, archeologo e bibliografo italiano (Cesena, n. 1773 - Pavia, † 1842)

## Architetti(10)
- Pier Fausto Bagatti Valsecchi, architetto e storico dell'architettura italiano (Milano, n. 1886 - Milano, † 1914)
- Pier Niccolò Berardi, architetto italiano (Fiesole, n. 1904 - Firenze, † 1989)
- Pier Carlo Bontempi, architetto italiano (Fornovo di Taro, n. 1954)
- Pier Giacomo Castiglioni, architetto e designer italiano (Milano, n. 1913 - Milano, † 1968)
- Pier Paolo Celega, architetto italiano (Venezia, † 1417)
- Pier Luigi Cervellati, architetto e urbanista italiano (Bologna, n. 1936)
- Pier Francesco Florenzuoli, architetto italiano (Viterbo, n. 1470 - Firenze, † 1535)
- Pier Paolo Maggiora, architetto italiano (Saluzzo, n. 1943)
- Pier Giulio Magistretti, architetto italiano (n. 1891 - Milano, † 1945)
- Pier Francesco Silvani, architetto italiano (Firenze, n. 1619 - Pisa, † 1685)

## Archivisti(1)
- Pierre Camille Le Moine, archivista francese (Parigi, n. 1723 - † 1800)

## Arcivescovi cattolici(5)
- Pier Francesco Brunaccini, arcivescovo cattolico italiano (Messina, n. 1772 - Monreale, † 1850)
- Pier Luigi Celata, arcivescovo cattolico italiano (Pitigliano, n. 1937)
- Pier Luigi Mazzoni, arcivescovo cattolico italiano (Dovadola, n. 1932 - Formia, † 2012)
- Pier Francesco Morali, arcivescovo cattolico italiano (San Miniato al Tedesco, n. 1758 - Firenze, † 1826)
- Pier Giuliano Tiddia, arcivescovo cattolico italiano (Cagliari, n. 1929)

## Artisti(2)
- Pier Paolo Calzolari, artista italiano (Bologna, n. 1943)
- Pier Luigi Olla, artista italiano (Pistoia, n. 1939)

## Attori(8)
- Pier Francesco Aiello, attore e produttore cinematografico italiano
- Pier Giovanni Anchisi, attore e sceneggiatore italiano (Gattinara, n. 1928 - Roma, † 2012)
- Pier Giorgio Bellocchio, attore italiano (Roma, n. 1974)
- Pier Paolo Capponi, attore italiano (Subiaco, n. 1938 - Torri in Sabina, † 2018)
- Pier Maria Cecchini, attore e regista italiano (Roma, n. 1957)
- Adriano Amidei Migliano, attore e giornalista italiano (Roma, n. 1940)
- Pier Maria Rossi, attore italiano
- Pier Luigi Zollo, attore e doppiatore italiano (Pistoia, n. 1943 - Pistoia, † 2005)

## Attori teatrali(1)
- Pier Maria Cecchini, attore teatrale italiano (Ferrara, n. 1563 - † 1645)

## Attrici(1)
- Pier Paola Bucchi, attrice e regista italiana (Roma, n. 1944)

## Aviatori(3)
- Pier Luigi Penzo, aviatore e militare italiano (Venezia, n. 1896 - Valence, † 1928)
- Pier Ruggero Piccio, aviatore italiano (Roma, n. 1880 - Roma, † 1965)
- Pier Paolo Racchetti, aviatore italiano (Roma, n. 1964 - Tolosa, † 1994)

## Avvocati(2)
- Pier Giusto Jaeger, avvocato e storico italiano (Trieste, n. 1936 - Milano, † 2008)
- Pier Fausto Recchia, avvocato e politico italiano (Roma, n. 1969)

## Banchieri(1)
- Pier Carlo Restagno, banchiere, dirigente d'azienda e politico italiano (Torino, n. 1898 - Roma, † 1966)

## Batteristi(1)
- Pier Paolo Pozzi, batterista e compositore italiano (Cittiglio, n. 1964)

## Botanici(2)
- Pier Antonio Micheli, botanico italiano (Firenze, n. 1679 - Firenze, † 1737)
- Pier Andrea Saccardo, botanico e micologo italiano (Treviso, n. 1845 - Padova, † 1920)

## Calciatori(19)
- Pier Barrios, calciatore argentino (Córdoba, n. 1990)
- Pier Angelo Boffi, calciatore svizzero (Lugano, n. 1946 - Lugano, † 2015)
- Pier Luigi Branduardi, calciatore italiano (Pavia, n. 1943 - Torre d'Isola, † 2024)
- Pier Luigi Cignani, ex calciatore e allenatore di calcio italiano (Predappio, n. 1940)
- Pier Francesco De Martinis, calciatore italiano (Civitavecchia, n. 1917)
- Pier Luigi Del Bene, calciatore italiano (Taormina, n. 1932 - Tradate, † 2021)
- Pier Domenico Della Valle, ex calciatore sammarinese (Faetano, n. 1970)
- Pier Luigi Galli, calciatore italiano (Montecatini Terme, n. 1942 - Pisa, † 2018)
- Pier Larrauri, calciatore peruviano (Siena, n. 1994)
- Pierpaolo Manservisi, ex calciatore italiano (Castello d'Argile, n. 1944)
- Pier Luigi Masoni, ex calciatore italiano (Empoli, n. 1946)
- Pier Filippo Mazza, calciatore sammarinese (Città di San Marino, n. 1988)
- Pier Ugo Melandri, calciatore e dirigente sportivo italiano (Genova, n. 1927 - Genova, † 2007)
- Pier Luigi Nicoli, ex calciatore italiano (Aarau, n. 1966)
- Pier Luigi Pizzaballa, ex calciatore italiano (Bergamo, n. 1939)
- Pier Giovanni Rutzittu, ex calciatore italiano (Ozieri, n. 1976)
- Pier Paolo Scarrone, ex calciatore italiano (Alessandria, n. 1951)
- Pier Antonio Torroni, ex calciatore italiano (Cesena, n. 1963)
- Pierluigi Zeno, calciatore italiano (Gattinara, n. 1934 - Romagnano Sesia, † 2016)

## Canoisti(1)
- Pier Alberto Buccoliero, canoista, triatleta e bobbista italiano (Manduria, n. 1987)

## Canottieri(2)
- Pier Angelo Conti Manzini, canottiere italiano (Gera Lario, n. 1946 - Sagnino, † 2003)
- Pier Luigi Vestrini, canottiere e pittore italiano (Firenze, n. 1905 - Rosignano Marittimo, † 1989)

## Cantanti(1)
- Bambi Fossati, cantante, compositore e chitarrista italiano (Genova, n. 1949 - Genova, † 2014)

## Cantautori(2)
- Miko, cantautore italiano (Alessandria, n. 1945)
- Pier Cortese, cantautore e musicista italiano (Roma, n. 1977)

## Cardinali(7)
- Pier Luigi Carafa, cardinale e vescovo cattolico italiano (Napoli, n. 1581 - Roma, † 1655)
- Pier Luigi Carafa, cardinale e arcivescovo cattolico italiano (Napoli, n. 1677 - Roma, † 1755)
- Pier Paolo Crescenzi, cardinale e vescovo cattolico italiano (Roma, n. 1572 - Roma, † 1645)
- Pier Francesco Ferrero, cardinale e vescovo cattolico italiano (Biella, n. 1510 - Roma, † 1566)
- Pier Francesco Meglia, cardinale e arcivescovo cattolico italiano (Santo Stefano al Mare, n. 1810 - Roma, † 1883)
- Pier Paolo Parisio, cardinale, vescovo cattolico e giurista italiano (Cosenza, n. 1473 - Roma, † 1545)
- Pier Matteo Petrucci, cardinale e vescovo cattolico italiano (Jesi, n. 1636 - Montefalco, † 1701)

## Ceramisti(1)
- Giuseppe Di Blasio, ceramista e politico italiano (Rosburgo, n. 1896 - Roseto degli Abruzzi, † 1964)

## Cestisti(1)
- Pier Filippo Rossi, ex cestista, allenatore di pallacanestro e procuratore sportivo italiano (Rimini, n. 1974)

## Chimici(1)
- Pier Luigi Luisi, chimico italiano (n. 1938)

## Chirurghi(5)
- Pier Giuseppe Cevese, chirurgo italiano (Vicenza, n. 1914 - Padova, † 1995)
- Pier Luigi Della Torre, chirurgo italiano (Sannazzaro de' Burgondi, n. 1887 - Treviglio, † 1963)
- Pier Cristoforo Giulianotti, chirurgo italiano (Filattiera, n. 1953)
- Pier Paolo Molinelli, chirurgo italiano (Bombiana, n. 1702 - Bologna, † 1764)
- Pier Paolo Paoletti, chirurgo italiano (Arezzo, n. 1933)

## Collezionisti d'arte(1)
- Pier Alessandro Garda, collezionista d'arte, politico e filantropo italiano (Ivrea, n. 1791 - Samone, † 1880)

## Comici(1)
- Pier Francesco Loche, comico, attore e musicista italiano (Sassari, n. 1958)

## Compositori(3)
- Pier Luigi Cimma, compositore, chitarrista e liutista italiano (Torino, n. 1941 - † 2006)
- Pier Giuseppe Sandoni, compositore italiano (Bologna, n. 1685 - Bologna, † 1748)
- Pier Adolfo Tirindelli, compositore, violinista e direttore d'orchestra italiano (Conegliano, n. 1858 - Roma, † 1937)

## Condottieri(3)
- Pier Luigi Farnese Seniore, condottiero italiano (n. 1435 - † 1487)
- Pier Maria II de' Rossi, condottiero italiano (Berceto, n. 1413 - Torrechiara, † 1482)
- Pier Brunoro Sanvitale, condottiero italiano (Parma - Negroponte, † 1468)

## Direttori della fotografia(1)
- Pier Ludovico Pavoni, direttore della fotografia, regista e produttore cinematografico italiano (Roma, n. 1926)

## Dirigenti d'azienda(3)
- Pier Luigi Celli, dirigente d'azienda e saggista italiano (Verucchio, n. 1942)
- Pier Luigi Foschi, dirigente d'azienda italiano (Milano, n. 1946)
- Pier Gaetano Venino, dirigente d'azienda, banchiere e politico italiano (Milano, n. 1878 - Genova, † 1955)

## Dirigenti pubblici(1)
- Pier Francesco Guarguaglini, dirigente pubblico italiano (Castagneto Carducci, n. 1937)

## Dirigenti sportivi(1)
- Pier Luigi Corbari, dirigente sportivo italiano (Cremona, n. 1946 - San Zenone al Po, † 2018)

## Disc jockey(1)
- Pier Paolo Peroni, disc jockey, produttore discografico e dirigente d'azienda italiano (Roma, n. 1959)

## Dogi(1)
- Pier Francesco Grimaldi, doge (Genova, n. 1715 - Genova, † 1791)

## Drammaturghi(3)
- Pier Angelo Fiorentino, drammaturgo, giornalista e poeta italiano (Napoli, n. 1811 - Parigi, † 1864)
- Pier Francesco Pingitore, drammaturgo, regista e sceneggiatore italiano (Catanzaro, n. 1934)
- Pier Lorenzo Pisano, drammaturgo, regista e sceneggiatore italiano (Napoli, n. 1991)

## Economisti(1)
- Pier Giorgio Gawronski, economista e giornalista italiano (Roma, n. 1957)

## Etnomusicologi(1)
- Pier Giuseppe Arcangeli, etnomusicologo e compositore italiano (Foligno, n. 1944)

## Filologi(2)
- Pier Vincenzo Mengaldo, filologo, critico letterario e linguista italiano (Milano, n. 1936)
- Pier Giorgio Ricci, filologo e critico letterario italiano (Firenze, n. 1912 - Firenze, † 1976)

## Filosofi(2)
- Pier Paolo Portinaro, filosofo italiano (Torino, n. 1953)
- Pier Aldo Rovatti, filosofo italiano (Modena, n. 1942)

## Fisici(1)
- Pier Giorgio Merli, fisico italiano (Forlì, n. 1943 - Marina di Ravenna, † 2008)

## Fondisti di corsa in montagna(1)
- Pier Alberto Tassi, fondista di corsa in montagna italiano (Camerata Cornello, n. 1957)

## Fotografi(1)
- Tito Terzi, fotografo italiano (Gromo, n. 1936 - Bergamo, † 2010)

## Fumettisti(2)
- Pier Carpi, fumettista, scrittore e regista italiano (Arceto di Scandiano, n. 1940 - Viadana, † 2000)
- Pier Lorenzo De Vita, fumettista italiano (Castiglione Olona, n. 1909 - Domaso, † 1990)

## Funzionari(1)
- Pier Francesco Riccio, funzionario, letterato e presbitero italiano (Prato, n. 1501 - † 1564)

## Generali(3)
- Pier Damiano Armandi, generale italiano (Faenza, n. 1778 - Aix-les-Bains, † 1855)
- Pier Alessandro Guasco, generale italiano (Bricherasio, n. 1714 - Praga, † 1780)
- Pier Maria III de' Rossi, generale italiano (San Secondo Parmense, n. 1504 - San Secondo Parmense, † 1547)

## Giornalisti(9)
- Pier Cesare Baretti, giornalista e dirigente sportivo italiano (Dronero, n. 1939 - Piossasco, † 1987)
- Pier Giulio Breschi, giornalista, compositore e incisore italiano (Finale Pia, n. 1874 - Santa Margherita Ligure, † 1937)
- Pier Vittorio Buffa, giornalista e scrittore italiano (Roma, n. 1952)
- Pier Francesco Listri, giornalista, saggista e biografo italiano (Livorno, n. 1932 - Fiesole, † 2021)
- Pier Ludovico Occhini, giornalista, scrittore e politico italiano (Arezzo, n. 1874 - Arezzo, † 1941)
- Pier Angelo Soldini, giornalista, scrittore e critico letterario italiano (Castelnuovo Scrivia, n. 1910 - Volpedo, † 1974)
- Pier Augusto Stagi, giornalista italiano (Torino, n. 1962)
- Pier Luigi Vercesi, giornalista italiano (Corteolona, n. 1961)
- Piero Vigorelli, giornalista, scrittore e conduttore televisivo italiano (Zugo, n. 1944)

## Giuristi(2)
- Pier Filippo Corneo, giurista e ambasciatore italiano (Perugia, n. 1419 - Perugia, † 1492)
- Pier Silverio Leicht, giurista, storico e bibliotecario italiano (Venezia, n. 1874 - Roma, † 1956)

## Glottologi(1)
- Pier Gabriele Goidanich, glottologo e politico italiano (Volosca, n. 1868 - Bologna, † 1953)

## Imprenditori(3)
- Pier Silvio Berlusconi, imprenditore e dirigente d'azienda italiano (Milano, n. 1969)
- Pier Candiano Giustiniani, imprenditore italiano (San Miniato, n. 1900 - Sirmione, † 1988)
- Pier Giorgio Silvestrin, imprenditore e stilista italiano (n. 1968)

## Ingegneri(8)
- Pier Fausto Barelli, ingegnere italiano (Milano, n. 1887 - Bergamo, † 1963)
- Pier Ugo Calzolari, ingegnere italiano (Granarolo dell'Emilia, n. 1938 - Bologna, † 2012)
- Pier Luigi Ferrara, ingegnere italiano (Firenze, n. 1937 - Firenze, † 2007)
- Pier Angelo Aloisio Fossati, ingegnere e incisore svizzero (Morcote, n. 1762 - Venezia, † 1827)
- Pier Antonio Montucci, ingegnere e cartografo italiano (Siena)
- Pier Luigi Nervi, ingegnere, imprenditore e architetto italiano (Sondrio, n. 1891 - Roma, † 1979)
- Pier Giorgio Perotto, ingegnere e informatico italiano (Torino, n. 1930 - Genova, † 2002)
- Pierluigi Torre, ingegnere italiano (Vieste, n. 1902 - Milano, † 1989)

## Intarsiatori(1)
- Pier Antonio degli Abbati, intarsiatore italiano (Modena - Rovigo)

## Letterati(3)
- Pier Candido Decembrio, letterato, funzionario e traduttore italiano (Pavia, n. 1399 - Milano, † 1477)
- Luigi Mabil, letterato e traduttore italiano (Parigi, n. 1752 - Padova, † 1836)
- Pier Alessandro Paravia, letterato, traduttore e mecenate italiano (Zara, n. 1797 - Torino, † 1857)

## Linguisti(2)
- Pier Marco Bertinetto, linguista italiano (Ferrara, n. 1947)
- Pier Enea Guarnerio, linguista, glottologo e poeta italiano (Milano, n. 1854 - Milano, † 1919)

## Liutisti(1)
- Pier Paolo Ciurlia, liutista italiano (Gattinara, n. 1980)

## Maratoneti(1)
- Gianni Poli, ex maratoneta italiano (Lumezzane, n. 1957)

## Marciatrici(1)
- Pier Carola Pagani, ex marciatrice italiana (Bergamo, n. 1963)

## Medici(1)
- Pier Augusto Gemignani, medico italiano (Genova, n. 1930 - Genova, † 1997)

## Militari(4)
- Pier Maria Canevari, militare italiano (Genova, n. 1724 - Passo della Scoffera, † 1747)
- Pier Eleonoro Negri, ufficiale italiano (San Bonifacio, n. 1818 - Firenze, † 1887)
- Pier Antonio Poggi, militare e politico italiano (Novara, n. 1908 - Londra, † 1940)
- Pier Giuseppe Scarpetta, militare e aviatore italiano (Moncalieri, n. 1913 - Mar Mediterraneo, † 1942)

## Nobili(4)
- Pier Luigi Borgia, nobile e generale spagnolo (Roma, n. 1458 - Civitavecchia, † 1488)
- Pier Luigi Farnese, nobile italiano (Roma, n. 1503 - Piacenza, † 1547)
- Pier Maria Scotti, nobile e avventuriero italiano (Vigoleno - Agazzano, † 1521)
- Pier Francesco de' Rossi, nobile e giurista italiano (n. 1591 - † 1673)

## Nuotatori(1)
- Pier Andrea Matteazzi, nuotatore italiano (Vicenza, n. 1997)

## Pallavolisti(1)
- Pier Paolo Partenio, pallavolista italiano (Macerata, n. 1993)

## Partigiani(2)
- Pier Luigi Bellini delle Stelle, partigiano, avvocato e antifascista italiano (Firenze, n. 1920 - San Donato Milanese, † 1984)
- Pier Luigi Passoni, partigiano e politico italiano (Valenza, n. 1894 - Torino, † 1969)

## Patologi(1)
- Pier Gildo Bianchi, patologo, poeta e conduttore televisivo italiano (Milano, n. 1920 - Milano, † 2006)

## Patrioti(3)
- Pier Carlo Boggio, patriota, giornalista e politico italiano (Torino, n. 1827 - Mare Adriatico, † 1866)
- Pier Silvestro Leopardi, patriota e politico italiano (Amatrice, n. 1797 - Firenze, † 1870)
- Pier Giuseppe Samengo, patriota, politico e avvocato italiano (Lungro, n. 1825 - Roma, † 1904)

## Pianisti(2)
- Pier Emilio Bassi, pianista, compositore e direttore d'orchestra italiano (Martinengo, n. 1920 - Milano, † 2009)
- Pier Narciso Masi, pianista italiano (Siena, n. 1938)

## Piloti motociclistici(1)
- Pier Paolo Bianchi, pilota motociclistico italiano (Rimini, n. 1952)

## Pirati(1)
- Pier Gerlofs Donia, pirata olandese (Kimswerd, n. 1480 - Sneek, † 1520)

## Pittori(24)
- Pier Francesco Fiorentino, pittore italiano (Firenze)
- Pier Francesco da Montereale, pittore italiano (L'Aquila - L'Aquila)
- Pier Maria Bagnadore, pittore, scultore e architetto italiano (Orzinuovi, n. 1550 - Brescia, † 1627)
- Pier Angelo Basili, pittore italiano (Gubbio - † 1604)
- Pier Antonio Bernabei, pittore italiano (Parma, n. 1567 - Parma, † 1630)
- Pier Augusto Breccia, pittore, filosofo e saggista italiano (Trento, n. 1943 - Roma, † 2017)
- Pier Francesco Cavazza, pittore e collezionista d'arte italiano (Bologna, n. 1677 - Bologna, † 1733)
- Pier Francesco Cittadini, pittore italiano (Milano, n. 1616 - Bologna, † 1681)
- Pirro Cuniberti, pittore e disegnatore italiano (Sala Bolognese, n. 1923 - Bologna, † 2016)
- Pier Dandini, pittore italiano (Firenze, n. 1646 - Firenze, † 1712)
- Pier Francesco Foschi, pittore italiano (Firenze, n. 1502 - Firenze, † 1567)
- Pier Leone Ghezzi, pittore italiano (Roma, n. 1674 - Roma, † 1755)
- Pier Francesco Gianoli, pittore italiano (Campertogno, n. 1624 - Milano, † 1692)
- Pier Celestino Gilardi, pittore e scultore italiano (Campertogno, n. 1837 - Borgosesia, † 1905)
- Pier Francesco Guala, pittore italiano (Casale Monferrato, n. 1698 - Milano, † 1757)
- Pier Paolo Menzocchi, pittore italiano (Forlì - Forlì, † 1589)
- Pier Antonio Mezzastris, pittore italiano (Foligno - Foligno, † 1506)
- Pier Francesco Mola, pittore svizzero (Coldrerio, n. 1612 - Roma, † 1666)
- Morazzone, pittore italiano (Morazzone, n. 1573 - Piacenza, † 1626)
- Pier Maria Pennacchi, pittore italiano (Treviso, n. 1464 - Treviso)
- Pier Francesco Piola, pittore italiano (Genova, n. 1565 - Genova, † 1600)
- Pier Francesco Sacchi, pittore italiano (Pavia, n. 1485 - Genova, † 1528)
- Pier Augusto Tagliaferri, pittore e decoratore italiano (Porotto, n. 1872 - Rimini, † 1909)
- Pier Francesco Varchesi, pittore italiano (Pisa, n. 1635 - Pisa, † 1715)

## Poeti(5)
- Pier Luigi Bacchini, poeta italiano (Parma, n. 1927 - Parma, † 2014)
- Pier Giuseppe Giustiniani, poeta italiano (Genova - Genova, † 1651)
- Pier Jacopo Martello, poeta e drammaturgo italiano (Bologna, n. 1665 - Bologna, † 1727)
- Pier Francesco Paoli, poeta italiano (Pesaro - Roma)
- Pier Paolo Pasolini, poeta, scrittore e regista italiano (Bologna, n. 1922 - Ostia, † 1975)

## Politici(28)
- Pier della Vigna, politico, funzionario e letterato italiano (Capua - San Miniato, † 1249)
- Pier Paolo Baretta, politico e sindacalista italiano (Venezia, n. 1949)
- Pier Arrigo Barnaba, politico e militare italiano (Buja, n. 1891 - Buja, † 1967)
- Pier Camillo Beccaria, politico, architetto e urbanista italiano (Vignale Monferrato, n. 1945 - Modena, † 1994)
- Pier Luigi Bembo, politico italiano (Venezia, n. 1823 - Venezia, † 1882)
- Pier Luigi Bersani, politico e scrittore italiano (Bettola, n. 1951)
- Pier Luigi Carta, politico italiano (Jerzu, n. 1948)
- Pier Ferdinando Casini, politico e docente italiano (Bologna, n. 1955)
- Pier Giorgio Dall'Acqua, politico italiano (Mercato Saraceno, n. 1949)
- Pier Giorgio Gallotti, politico e medico italiano (Tivoli, n. 1944 - Tivoli, † 2006)
- Pier Paolo Gasperoni, politico sammarinese (n. 1950 - † 1997)
- Pier Filippo Gomez Homen, politico italiano (Firenze, n. 1903 - † 1983)
- Pier Leoni, politico italiano (Roma, † 1128)
- Pier Giorgio Licheri, politico italiano (Firenze, n. 1936)
- Pier Carlo Masini, politico, giornalista e storico italiano (Cerbaia, n. 1923 - Firenze, † 1998)
- Pier Marino Menicucci, politico sammarinese (n. 1958)
- Pier Marino Mularoni, politico sammarinese (Faetano, n. 1962)
- Pier Filippo Pandolfini, politico italiano (Firenze, n. 1437 - † 1497)
- Antonio Panzeri, politico italiano (Riviera d'Adda, n. 1955)
- Pier Desiderio Pasolini, politico, storico e scrittore italiano (Ravenna, n. 1844 - Roma, † 1920)
- Pier Dionigi Pinelli, politico italiano (Torino, n. 1804 - Torino, † 1852)
- Pier Paolo Pizzimbone, politico italiano (Savona, n. 1969)
- Pier Gianni Prosperini, politico italiano (Vicenza, n. 1946)
- Pier Luigi Romita, politico italiano (Torino, n. 1924 - Milano, † 2003)
- Pier Francesco Serragli, politico e avvocato italiano († 1938)
- Pier Soderini, politico italiano (Firenze, n. 1450 - Roma, † 1522)
- Pier Felice Stangoni, politico e giornalista italiano (n. 1888)
- Pier Luigi Thiébat, politico italiano (Challand-Saint-Anselme, n. 1946)

## Presbiteri(4)
- Pier Antonio Bellina, presbitero, scrittore e giornalista italiano (Venzone, n. 1941 - Basagliapenta di Basiliano, † 2007)
- Pier Giuliano Eymard, presbitero e santo francese (La Mure, n. 1811 - La Mure, † 1868)
- Pier Carlo Landucci, presbitero e teologo italiano (Santa Vittoria in Matenano, n. 1900 - Roma, † 1986)
- Piero Ottaviano, presbitero italiano (Rocca d'Arazzo, n. 1938 - Torino, † 2005)

## Produttori discografici(1)
- Pier Quinto Cariaggi, produttore discografico, giornalista e paroliere italiano (Stia, n. 1936 - Milano, † 1995)

## Pseudoscienziati(1)
- Pier Luigi Ighina, pseudoscienziato italiano (Milano, n. 1908 - Imola, † 2004)

## Registi(5)
- Pier Belloni, regista televisivo italiano (Fidenza, n. 1965)
- Pier Luigi Faraldo, regista e sceneggiatore italiano (Roma, n. 1904)
- Pier Francesco Maestrini, regista italiano (Firenze, n. 1965)
- Pier Angelo Mazzolotti, regista e sceneggiatore italiano (n. 1890 - Torino, † 1972)
- Pier Giuseppe Murgia, regista, sceneggiatore e scrittore italiano (Vipiteno, n. 1940)

## Registi teatrali(2)
- Pier Paolo Pacini, regista teatrale italiano (Firenze, n. 1960)
- Pier Luigi Pizzi, regista teatrale, scenografo e costumista italiano (Milano, n. 1930)

## Religiosi(2)
- Pier Maria Campi, religioso e storico italiano (Piacenza, n. 1569 - Piacenza, † 1649)
- Pier Giorgio Frassati, religioso italiano (Torino, n. 1901 - Torino, † 1925)

## Rugbisti a 15(1)
- Pier Luigi Bernabò, rugbista a 15, allenatore di rugby a 15 e dirigente sportivo italiano (La Spezia, n. 1948)

## Scacchisti(1)
- Pier Luigi Basso, scacchista italiano (Montebelluna, n. 1997)

## Sceneggiatori(2)
- Pier Luigi Melani, sceneggiatore e giornalista italiano
- Pier Paolo Piciarelli, sceneggiatore italiano (Roma, n. 1978)

## Sciatori alpini(1)
- Pier Lorenzo Clataud, ex sciatore alpino italiano (Oulx, n. 1947)

## Scrittori(10)
- Piero Bargellini, scrittore, politico e dirigente pubblico italiano (Firenze, n. 1897 - Firenze, † 1980)
- Pier Ambrogio Curti, scrittore, storico e patriota italiano (Milano, n. 1819 - Milano, † 1899)
- Pier Francesco Giambullari, scrittore italiano (Firenze, n. 1495 - Firenze, † 1555)
- Peter Kolosimo, scrittore e giornalista italiano (Modena, n. 1922 - Milano, † 1984)
- Pier Antonio Meneghelli, scrittore e drammaturgo italiano (Padova, n. 1749 - Padova, † 1819)
- Pier Francesco Paolini, scrittore, traduttore e poeta italiano (Senigallia, n. 1928 - Roma, † 2015)
- Pier Maria Pasinetti, scrittore e giornalista italiano (Venezia, n. 1913 - Venezia, † 2006)
- Pier Antonio Quarantotti Gambini, scrittore, giornalista e bibliotecario italiano (Pisino, n. 1910 - Venezia, † 1965)
- Pier Maria Rosso di San Secondo, scrittore, drammaturgo e giornalista italiano (Caltanissetta, n. 1887 - Camaiore, † 1956)
- Pier Vittorio Tondelli, scrittore, curatore editoriale e saggista italiano (Correggio, n. 1955 - Correggio, † 1991)

## Scultori(5)
- Pier Jacopo Alari Bonacolsi, scultore e orafo italiano (Gazzuolo, n. 1460 - Gazzuolo, † 1528)
- Pier Enrico Astorri, scultore italiano (Parigi, n. 1882 - Roma, † 1926)
- Pier Paolo Jacometti, scultore italiano (Recanati - Recanati, † 1658)
- Pier Pander, scultore e medaglista olandese (Drachten, n. 1864 - Roma, † 1919)
- Pierluigi Sopelsa, scultore italiano (Firenze, n. 1918 - Venezia, † 2012)

## Sindacalisti(1)
- Giorgio Caprioli, sindacalista italiano (Bergamo, n. 1952)

## Storici(6)
- Pier Paolo D'Attorre, storico e politico italiano (Reggio Emilia, n. 1951 - Ravenna, † 1997)
- Pier Marco De Santi, storico e critico cinematografico italiano (Ponsacco, n. 1946)
- Pier Giovanni Donini, storico italiano (Trento, n. 1936 - Roma, † 2003)
- Pier Carlo Leoni, storico italiano (Padova, n. 1812 - Padova, † 1874)
- Pier Fausto Palumbo, storico italiano (Roma, n. 1916 - Ostuni, † 2000)
- Pier Giacomo Pisoni, storico italiano (Germignaga, n. 1928 - Germignaga, † 1991)

## Storici delle religioni(1)
- Pier Cesare Bori, storico delle religioni e traduttore italiano (Casale Monferrato, n. 1937 - Bologna, † 2012)

## Tastieristi(1)
- Pier Luigi Andreoni, tastierista, compositore e polistrumentista italiano (Piacenza, n. 1955)

## Tennisti(1)
- Vanni Canepele, tennista e cestista italiano (Bologna, n. 1916 - Pietrasanta, † 1983)

## Tenori(1)
- Pier Miranda Ferraro, tenore italiano (Altivole, n. 1924 - Milano, † 2008)

## Teologi(1)
- Pier Damiani, teologo, vescovo cattolico e cardinale italiano (Ravenna, n. 1007 - Faenza, † 1072)

## Truccatori(1)
- Pier Antonio Mecacci, truccatore italiano (Livorno, n. 1940)

## Umanisti(1)
- Pier Paolo Vergerio il vecchio, umanista e pedagogista italiano (Capodistria, n. 1370 - Buda, † 1444)

## Velocisti(1)
- Pier Giorgio Cazzola, velocista italiano (Vicenza, n. 1937 - Bazzano, † 2001)

## Vescovi cattolici(7)
- Pier Maria Bichi, vescovo cattolico italiano (Siena - Pitigliano, † 1684)
- Pier Giorgio Debernardi, vescovo cattolico italiano (Feletto, n. 1940)
- Pier Francesco Filonardi, vescovo cattolico italiano (Bauco, n. 1596 - Anagni, † 1662)
- Pier Giacomo Grampa, vescovo cattolico italiano (Busto Arsizio, n. 1936)
- Pier Paolo Mastrilli, vescovo cattolico italiano (Rosarno, n. 1652 - Mottola, † 1713)
- Pier Giorgio Micchiardi, vescovo cattolico italiano (Carignano, n. 1942)
- Pier Marino Sormani, vescovo cattolico italiano (Niguarda, n. 1632 - Vigevano, † 1702)

## Senza attività specificata(7)
- Pier da Medicina,  italiano (Medicina)
- Pier Michele Giagaraccio,  spagnolo (Sassari)
- Pier Paolo Petroni, ex pentatleta italiano (Roma, n. 1987)
- Pier Paolo Taddei, ex tiratore a segno sammarinese (n. 1949)
- Pier Francesco Tosi,  e compositore italiano (Cesena, n. 1654 - Faenza, † 1732)
- Pier Fortunato Zanfretta,  italiano (Nova Milanese, n. 1952)
- Pier Antonio da Sermide,  italiano (Urbino, † 1539)